# Gerhard Abraham
Gerhard Abraham (* 24. Oktober 1947 in Wolfsberg ) ist österreichischer Politiker (SPÖ) und ehemaliger Abgeordneter zum Nationalrat.

## Leben
Nach dem Besuch des Gymnasiums absolvierte er von 1962 bis 1965 die Handelsschule und von 1965 bis 1966 die höhere Technische Lehranstalt. Von 1966 bis 2001 war er bei der KELAG, zunächst als kaufmännischer Angestellter, dann als kaufmännischer Leiter und im Kundenmanagement tätig. Ab 2001 war er Betriebsrat bei der KELAG.

## Politik
Seine politische Karriere begann im Gemeinderat Wolfsberg, wo er von 1985 bis 1989 war. Bis 1990 war dann im Stadtrat von Wolfsberg. Von 1990 bis 1989 bekleidete er das Amt des 1. Vizebürgermeisters. Gleichzeitig war er Landesjugendobmann der Österreichischen Gewerkschaftsjugend Kärnten, Landesjugendobmann der Gewerkschaft der Privatangestellten (GPA) Jugend Kärnten, Bundesfraktionsobmann der GPA Jugend Österreich und Landesfraktionsobmann der GPA Kärnten.
Dem Nationalrat gehörte er während der 21. Gesetzgebungsperiode vom 11. Juni 2002 bis 19. Dezember 2002 an. Während dieser Zeit gehörte er dem Landesverteidigungsausschuss und dem Rechnungshofausschuss an.